# Великий електрон-позитронний колайдер

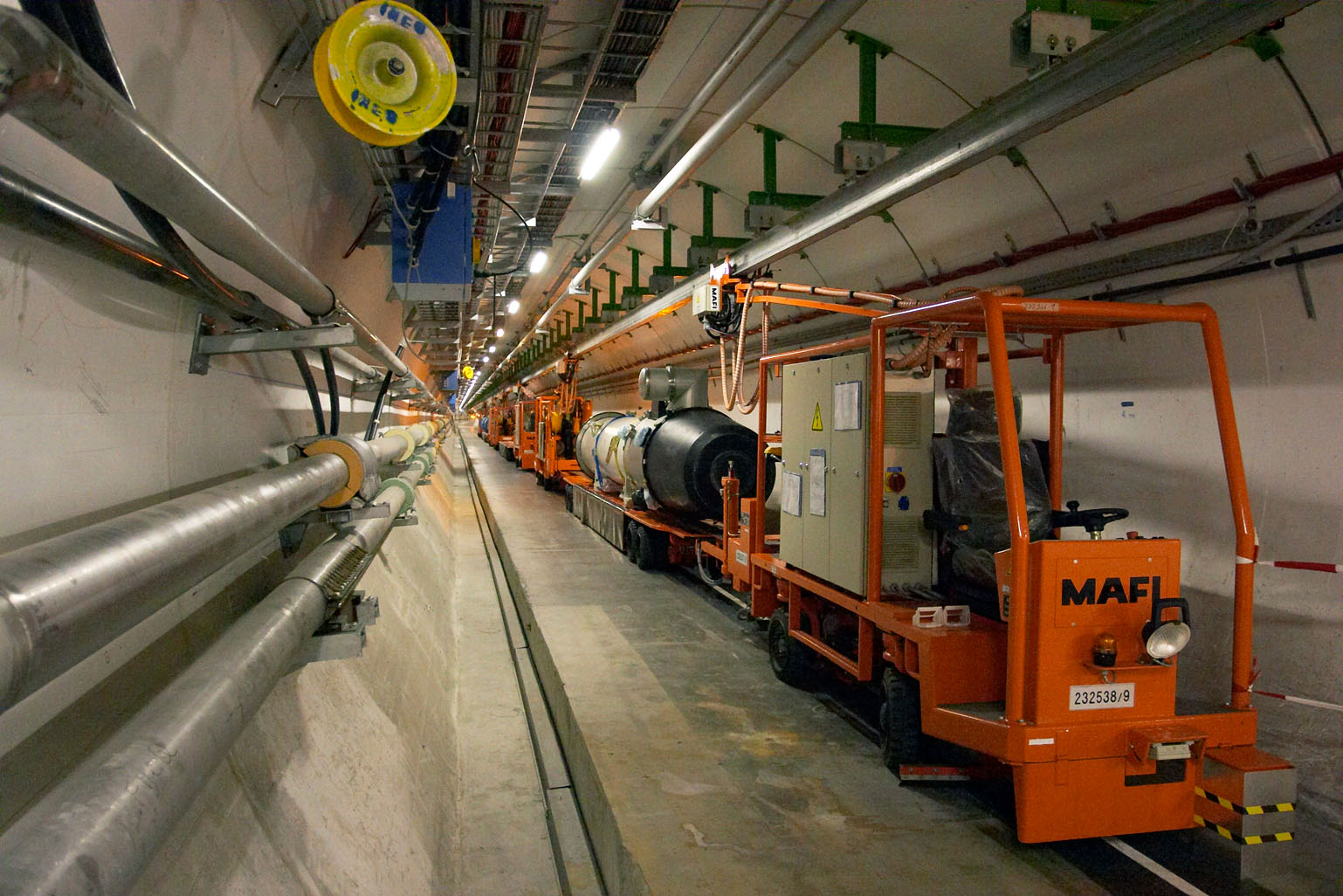
Тунель в CERN після демонтажу LEP.

Вели́кий електро́н-позитро́нний кола́йдер (англ. Large Electron–Positron Collider, LEP) — один з найбільший прискорювачів заряджених частинок, що були споруджені за всю історію сучасної фізики.

## Історія
На початку 1980-х років був запропонований проект прискорювача, який здійснює зіткнення електронів і їх античастинок — позитронів, — Великого електрон-позитронного колайдера. Восени 1983 почалося будівництво прискорювача. У долині Женевського озера на глибині ста метрів будо вирито кільцевий тунель загальною довжиною 27 кілометрів. Якість підземних робіт було настільки високою, що, коли в 1988 р. два кінці тунелю з'єдналися, розбіжність між ними склала всього один сантиметр. У точках перетину зустрічних пучків прискорювача було побудовано чотири експериментальні установки, кожна з яких складалася з великої кількості детекторів частинок.
Прискорювач неодноразово перебудовували для досягнення все більших енергій частинок. До кінця 2000 року на ньому була досягнута енергія в 209 ГеВ (на кожен із зустрічних пучків припадає лише половина цієї енергії). Того ж року експерименти були завершені, а сам прискорювач демонтували. З 2008 року у цьому ж тунелі працює новий прискорювач — великий адронний колайдер.

## Результати роботи прискорювача

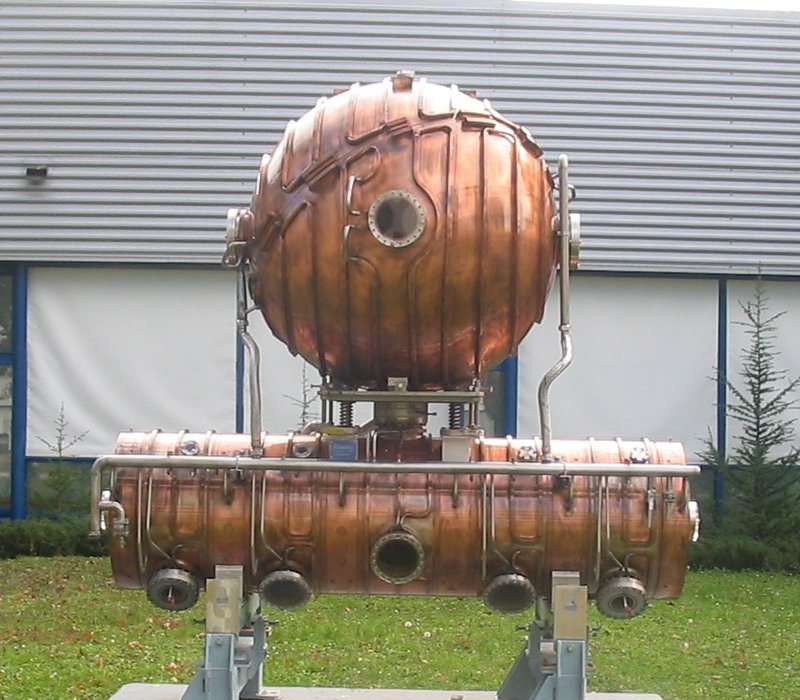
Електромагнітний резонатор, що нині є експонатом музею Microcosm в CERN.

LEP за одинадцять років роботи подарував фізикам багато цікавих результатів, найважливіші з яких — всебічне вивчення W- і Z-бозонів. Сучасні уявлення про природу цього типу взаємодії склалися саме під впливом результатів роботи прискорювача LEP. Експерименти на LEP дозволили показати, що слабкі і електромагнітні взаємодії мають схожу природу і можуть бути об'єднані в рамках однієї взаємодії — електрослабкої.

## Цікаві факти
Під час налаштування прискорювача вчені встановили залежність енергії зіткнення пучків від багатьох здавалося б незначних факторів: розташування Місяця, рівня води в Женевському озері, прибуття поїздів на вокзал у Женеві. Таку залежність вони пов'язали з деформаціями кільця прискорювача, зумовлені цими чинниками: деформації погіршували фокусування пучків.